# Rohy (okres Třebíč)
Rohy (Duits: Rohe) is een Tsjechische gemeente in de regio Vysočina, en maakt deel uit van het district Třebíč.
Rohy telt 124 inwoners.